# 東京大学フィロムジカ交響楽団
東京大学フィロムジカ交響楽団（とうきょうだいがくふぃろむじかこうきょうがくだん、英: Philomusica Symphony Orchestra, the University of Tokyo）は、日本のアマチュア・オーケストラの一つ。東京大学を拠点に活動するサークルであり、同大学を中心に複数の大学の学生により構成される。通称は「フィロ」、略称は「PSO」。

## 概要
1982年に「フィロムジカ合奏団」として設立され、1995年に「フィロムジカ室内管弦楽団」へ、2005年に現行の「フィロムジカ交響楽団」へと改名された。

設立当初はバロックや古典派の楽曲を主に演奏していたが、団員数の増加とともにレパートリーは多様化した。現在では、古典派、ロマン派から20世紀以降の近代音楽まで、幅広い時代の楽曲を演奏する。

なお、「フィロムジカ」という名称は、ギリシャ語の“philos（愛）”、ラテン語の“musica（音楽）”という2語に由来する。

団の運営は、選曲から演奏会の実施まで全て学生が行う。常任指揮者は、2013年より小笠原吉秀が務める。